# مجموعة أونا
مجموعة أونا، (الاختصار الفرنسي: Omnium Nord Africain، أومنيوم شمال إفريقيا) كانت شركة قابضة متعددة النشاطات مقرها في المغرب تأسست على يد الاستعمار الفرنسي كفرع لمجموعة پاريبا (Paribas). تعتبر مجموعة أونا اليوم أكبر شركة مغربية على الإطلاق وإحدى أضخم الشركات في إفريقيا والعالم العربي يرجع تأسيسها إلى سنة 1919 زمن الاحتلال الفرنسي. لها وزن كبير في الاقتصاد المغربي عبر فروعها المسيطرة على قطاعات كبيرة من الاقتصاد المغربي كقطاع الحليب ومشتقاته، صناعة السكر، الصيد البحري، العقار، الفلاحة، الاتصالات، الزيوت، المناجم، والبيع بالتجزئة، إلى جانب أنها تمتلك حصة مهمة في أكبر بنك خاص في المغرب وهو التجاري وفا بنك.
تمتلك العائلة الملكية الحاكمة بالمغرب حصة كبيرة من أسهم الشركة، وتتمتع الشركة بمعاملة تفضيلية في العديد من القطاعات الاقتصادية. دوزيم 2M (القناة الثانية) هي قناة تلفزيونية وإذاعية فضائية مغربية مقرها الدار البيضاء، تأسست القناة على يد مجموعة أمنويم شمال أفريقيا (ONA) قبل أن تبتاعها الدولة المغربية. تبث القناة مجانا على القمر الصناعي هوت بيرد ونايلسات تحت اسم دوزيم (2M Maroc) ويصل إرسالها إلى سائر أنحاء المغرب. تقدم المحطة خدماتها باللغات العربية.

## تاريخ
الشركة العامة للتنقل والسياحة (بالفرنسية: Compagnie Générale de Transport et de Tourisme أي CGTT) أنشأها جون أبينا عام 1919. في 1928، أصبحت الشركة الوكيل الحصري في المغرب لشركةجنرال موتورز حتى 1945.
في 1934, الشركة أعيد تسميتها لاسم أومنيوم شمال إفريقيا (Omnium Nord Africain). في نفس السنة، أصبحت أونا شركة قابضة وهي تدخل قطاع التعدين.
في 1953، بعد الحرب العالمية الثانية وقعت كل جون أپينا تحت سيطرة بنك باريس والأراضي المنخفضة(باريبا). اشترى ملك المغرب الحسن الثاني كل أسهم پاريبا في أونا وأصبح المساهم الرئيسي في المجموعة في 1980.
في 1982، أخذت المجموعة تتدخل في قطاعات متنوعة بما فيها الألبان والسكر والبنوك والمواد الكميائية والمنسوجات. في 1986، اكتسبت أسهم في لازيوغ أفخيك (Lesieur Afrique) وحصل على تقريبا 40٪ من البنك التجاري المغربي.
في 1988، ساهمت أونا في التلفيزيون المدفوع الأول في العالم العربي مع دوزيم (2M).
في 1990، استثمرت المجموعة في قطاع البيع بالتجزئة بافتتاح أول سوبرماركت لها باسم مرجان أبي رقراق. في 2005، اكتسبت المجموعة شركة ماغوك كناكت (Maroc Connect) ثاني أكبر مقدم خدمات الإنترنت في المغرب، التي صارت إنوي فيما بعد.
في 2005، أطلقت أونا شركة قابضة مختصة بالطاقة منخفضة الكربون.
يوم 25 مارس 2010، أعلنت المجموعة إنها ستخوض إعادة تنظيم، بما في ذلك دمجها مع الشركة الوطنية للاستثمار والانسحاب من بورصة الدار البيضاء.
يوم 31 ديسمبر2010، تم إغلاق مجموعة أونا واندمجت نشاطاتها في الشركة الوطنية للاستثمار.

## أهم أقطابها (مساهماتها)
- شركة مناجم التي تمتلك 75 في المائة من رأس مالها.
- مركزية الحليب التي تمتلك 55 في المائة من رأس مالها.
- كوزيمار التي تمتلك 55,5 في المائة من رأس مالها.
- بيمو التي تمتلك 50 في المائة من رأس مالها.
- لوسيور كريسطال التي تمتلك 56,1 في المائة من رأس مالها.
- أسواق مرجان وأسواق أسيما اللذان تمتلكهما كاملان.
- التجاري وفا بنك التي تمتلك 29,6 في المائة من رأس ماله.
- أكما - لحلو التازي التي تمتلك 50 في المائة من رأس مالها.
- سوبريام (تجارة السيارات) التي تمتلك 91 في المائة من رأس مالها.
- إنوي (اتصالات) التي تمتلكه 69 في المائة
- أونابار (العقار) التي تمتلكها كاملة.

## توزيع رأس مالها
تمتلك العائلة الملكية المغربية شركة سيجير القابضة التي تسيطر على 60,4 % في المائة من رأس مال الشركة الوطنية للاستثمار(SNI) (بلإضافة ل5 % مباشرة) التي تسيطر بدورها على 33.3% من رأس مال أونا.
ومن المساهمين أيضا:
- أكسا (فرنسا)free
- الشركة العربية الليبية للاستثمارات الخارجية 0.30%.
- الملكية الوطنية للتأمين 5.15%.
- دانون (فرنسا) 2.71%.

## بيانات الشركة
الشركة مقرها الدار البيضاء ومدرجة في بورصة الدار البيضاء.
- القيمة السوقية:29.336 مليار درهم مغربي (3.403 مليار دولار في 31/01/2007)
- الإيرادات: 27.133 مليار درهم مغربي (2.774 مليار دولار (سنة 2005)).
- الأرباح الصافية: 774.4 مليون درهم مغربي (82.16 مليون دولار (سنة 2005)).
- عدد العاملين: 22,786 شخص.

## وصلات خارجية
موقع الشركة نسخة محفوظة 28 سبتمبر 2007 على موقع واي باك مشين.